# Famille Willading
La famille de Willading est une famille qui a acquis la bourgeoisie de Berne dans la première moitié du XVe siècle.

## Histoire
La famille est éteinte depuis 1824.

## Personnalités
- Christian, membre du Grand Conseil de Berne dès 1583, surintendants des péages en 1588, avoyer de Thoune de 1588 à 1590 et membre du Petit Conseil de Berne dès 1590. Il est plusieurs fois délégué à la Diète fédérale[2].
- Jean-Rodolphe (1595-1679), membre du Grand Conseil de Berne dès 1621, bailli d'Aarwangen de 1626 à 1630, membre du Petit Conseil dès 1630 et trésorier du Pays allemand de 1653 à 1659. Il est également fréquemment délégué à la Diète fédérale[3].
- Christian (1611-1694), membre du Grand Conseil dès 1645, surintendant des péages de 1648 à 1650, bailli du Gessenay de 1650 à 1656, membre du Petit Conseil dès 1657, bailli de Trachselwald de 1660 à 1666, trésorier du Pays romand en 1670 et plusieurs fois délégué à la Diète fédérale[4].
  - Jean Frédéric Willading (1641-1718), fils du précédent, également député à la Diète fédérale, dont il a influencé la politique[5].
- Christian Rodolphe (1690-1751), membre du Grand Conseil de Berne dès 1727, bailli de Baden de 1733 à 1737, membre du Petit Conseil dès 1737 et fréquemment délégué à la Diète fédérale[6].
- Emmanuel, membre du Grand Conseil de Berne dès 1710, bailli de Lausanne de 1719 à 1725 et membre du Petit Conseil dès 1725. Il est également plusieurs fois délégué à la Diète fédérale[7].
- Emmanuel Nicolas (1731-1794), membre du Grand Conseil de Berne dès 1764, bailli de Nyon de 1772 à 1778, membre du Petit Conseil dès 1782 et plusieurs fois délégué à la Diète fédérale[8].